# Glypta rufiventris
Glypta rufiventris là một loài tò vò trong họ Ichneumonidae.